# Лубомо
Лубомо́ (фр. Loubomo), до 1975 року — Долізі́ (фр. Dolisie) — місто на півдні Республіки Конго. Адміністративний центр департаменту Ніарі. Розташоване на висоті 290 м над рівнем моря.

## Історія
Лубомо було засноване у 1934 році як станція на Конголезькій океанічної залізниці (CFCO). Спочатку назване на честь французького дослідника Альбера Долізі (1856—1899, фр. Albert Dolisie) — компаньйона дослідника Африки П'єра Саворньяна де Бразза. Завдяки залізниці місто швидко розвивалося, у 1966 році його населення налічувало 20 тис., у 1992 — 84 тис. осіб. У 1975 році місто отримало нову назву Лубомо. Громадянська війна 1997—1999 років привела до втечі сільського населення із сільської місцевості в міста, що призвело до різкого збільшення числа мешканців Лубомо.

## Населення
Населення за даними перепису 2007 року становить 83 798 осіб; за оцінними даними на 2012 рік воно налічує 86 433 особи. Це робить Лубомо третім найбільшим містом країни після Браззавіля і Пуент-Нуар.

## Економіка
Лубомо — важливий транспортний і торговий центр. Розташований на залізниці Браззавіль — Пуент-Нуар. Основа економіки — лісова (виробництво фанери, лісозаготівля), харчова (виробництво газованих напоїв) промисловість, кольорова металургія (видобуток золота, свинцю). Є аеропорт.